# 超相対論的極限
物理学において、粒子が超相対論的であるとは、粒子の速さが光速 c に非常に近いことをいう。
相対性理論によれば、粒子のエネルギーは静止質量 m と運動量 p を用いて下式のように静止エネルギーと運動エネルギーの和を用いて表わせる。
{\displaystyle E^{2}=m^{2}c^{4}+p^{2}c^{2}}
超相対論的粒子のエネルギーはほとんど全てがその運動エネルギーであり (pc ≫ mc2)、従って E = pc のように近似できる。 このような状況は、質量を固定して運動量 p を非常に大きな値にしたとき、またはエネルギー E を固定して質量 m を無視できる値にまで小さくしたときに生じる。後者は光子のような質量のない粒子の飛跡を質量のある粒子により導く際に用いられる（一般相対論における二体問題を参照）。
一般に、ある式の超相対論的極限とは、 pc ≫ mc2 を仮定したとき、またはローレンツ因子 γ が非常に大きいとき (γ ≫  1) に得られる単純化された式のことである。

## 超相対論的近似式
c = 1 とする単位系における超相対論的近似式をいくつか下に示す。ラピディティは φ で表わすものとする。
- 1 − v ≈ 1/2γ2
- E − p = E(1 − v) ≈ m2/2E = m/2γ
- φ ≈ ln(2γ)
- 等固有加速度運動: d ≈ eaτ/(2a)
ここで、 d は運動した距離、 a = dφ/dτ は固有加速度 (aτ ≫ 1)、 τ は固有時間であり、運動は静止状態から始まるものとし、加速度は常に一定方向に働くものとする（詳細は固有加速度（英語版）を参照）。
- 固定ターゲットとの超相対論的衝突の重心系におけるエネルギー: ECM ≈ √2E1E2
ここで、 E1 と E2 それぞれは衝突する粒子とターゲットのエネルギー（従って E1 ≫ E2）、 ECM は重心系におけるエネルギーである。

## 近似の精度
粒子のエネルギー計算については、超相対論的極限の相対誤差は、速度が v = 0.95c のときおよそ 10% であり、 v = 0.99c のときちょうど 2% である。 ニュートリノのような粒子では、 γ （ローレンツ因子）は多くの場合 106 よりも大きく（つまり v は非常に c に近く）、近似はほとんど厳密に近い。

## 逆の極限
超相対論的極限の正反対の場合として、古典粒子もしくは非相対論極限とよばれる場合がある。粒子の速さは c よりも非常に小さく、そのエネルギーは E = mc2 + p2⁄2m により近似できる。